# Archäologie Schweiz
Archäologie Schweiz (bis 2005 Schweizerische Gesellschaft für Ur- und Frühgeschichte, SGUF) ist ein Verein, der sich zum Ziel gesetzt hat, das ur- und frühgeschichtliche Kulturerbe der Schweiz allen Interessierten näherzubringen.

## Geschichte
Die «Schweizerische Gesellschaft für Urgeschichte» wurde im Oktober 1907 in Brugg gegründet. Der Autodidakt und Lehrer Karl Keller-Tarnuzzer wurde 1928 ihr Sekretär und prägte das Bild der Gesellschaft nach aussen fast 30 Jahre lang. Mit Unterstützung des langjährigen Bundesrates Philipp Etter gelang im Jahr 1946 die Schaffung der Schweizerischen Akademie der Geistes- und Sozialwissenschaften. Mitbegründer war Eugen Tatarinoff; er war Präsident des Vereins bis 1930. Von 1949 bis 1952 war Walter Ulrich Guyan Präsident der Gesellschaft. 1967 wurde die Gesellschaft in Schweizerische Gesellschaft für Ur- und Frühgeschichte umbenannt.
Ab den frühen 1960er-Jahren bestimmten Akademiker den Kurs der Gesellschaft, das Sekretariat wurde nach Basel verlegt. Mitte der 1970er-Jahre durchlebte die Gesellschaft eine tiefe finanzielle und institutionelle Krise, aus der sie durch die Einbindung der in vielen Kantonen berufenen Kantonsarchäologen gestärkt hervorging. In der Folge führt Archäologie Schweiz keine eigenen Ausgrabungen mehr durch und versteht seine Hauptaufgabe in der Vermittlung und Vernetzung von Wissen.